# Los guardaespaldas
Los guardaespaldas (français : Doucement les bosses!) est une bande dessinée espagnole illustrée par Francisco Ibáñez, appartenant à la franchise Mortadel et Filémon, éditée en 1977 (novembre 1984 en France sous le titre de Futt et Fill).

## Synopsis
Mortadel et Filémon doivent accompagner une vieille dame, Francis Urracson, dans un voyage d'agrément autour du monde. La vieille dame soupçonne l'un de ses héritiers de vouloir l'assassiner pendant le voyage afin de conserver sa fortune. Mortadel et Filémon deviendront ses gardes du corps.